# بوب جونسون (رجل أعمال)
بوب جونسون (بالإنجليزية: Bob Johnson)‏ هو شخصية أعمال وجزار بريطاني، ولد في 24 سبتمبر 1940 في Camberwell ‏ في المملكة المتحدة، وتوفي في 10 أغسطس 2001.